# ジム・ライジール
ジム・ライジール（Jim Rygiel）は、アメリカ合衆国の視覚効果スーパーバイザーである。
『ロード・オブ・ザ・リング』、『ロード・オブ・ザ・リング/二つの塔』、『ロード・オブ・ザ・リング/王の帰還』により3年連続でアカデミー視覚効果賞を受賞した。

## 主なフィルモグラフィ
- ファミリー・ゲーム/双子の天使 The Parent Trap (1998) 視覚効果スーパーバイザー
- スタートレック 叛乱 Star Trek: Insurrection (1998) 視覚効果スーパーバイザー
- アンナと王様 Anna and the King (1999) 視覚効果スーパーバイザー
- 102 102 Dalmatians (2000) 視覚効果スーパーバイザー
- ロード・オブ・ザ・リング The Lord of the Rings: The Fellowship of the Ring (2001) 視覚効果スーパーバイザー
- ロード・オブ・ザ・リング/二つの塔 The Lord of the Rings: The Two Towers (2002) 視覚効果スーパーバイザー
- ロード・オブ・ザ・リング/王の帰還 The Lord of the Rings: The Return of the King (2003) 視覚効果スーパーバイザー
- ナイト ミュージアム Night at the Museum (2007) 視覚効果スーパーバイザー
- イーグル・アイ Eagle Eye (2008) シニア視覚効果スーパーバイザー
- ナルニア国物語/第3章: アスラン王と魔法の島 The Chronicles of Narnia: The Voyage of the Dawn Treader (2010) 視覚効果コンサルタント
- アメイジング・スパイダーマン The Amazing Spider-Man (2012) 視覚効果スーパーバイザー
- GODZILLA ゴジラ Godzilla (2014) 視覚効果スーパーバイザー